# Boomerang Egyesült Államok
A Boomerang Egyesült Államok (angolul: Boomerang United States) a Boomerang rajzfilmadó amerikai változata. 1992. december 8-án indult, akkor még a Cartoon Network programblokkjaként, 2000. április 1-től pedig már önálló csatornaként sugároz, így ez az első Boomerang-adó a világon.
Rendelkezik egy időcsúsztatott változattal is, amely három órával később sugároz az eredetinél.

## Története
A televízió indulása előtt napi négyórás műsoridővel jelentkezett a Cartoon Networkön, mint programblokk, melyben a kisebb korosztálynak szóló rajzfilmeket különítették el. A csatorna indulásakor a Cartoon Network-től több régebbi, klasszikus rajzfilmet átvett, ezzel párhuzamosan a Cartoon Networkről ezek a rajzfilmek eltűntek: Bolondos dallamok, Boci és Pipi, Frédi és Béni, avagy a két kőkorszaki szaki, A Jetson család. 2006-tól 2010-ig a jelmondat Right Back ’atcha lett, majd ezután ismét It’s all Coming Back to you lett.

## Műsorok
- Ben 10
- A bolygó kapitánya
- Cattanooga Cats
- Boci és Pipi
- Én vagyok Menyus
- Dexter laboratóriuma
- Flúgos futam
- Frédi és Béni, avagy a kőkorszaki buli
- Frédi és Béni, avagy a két kőkorszaki szaki
- Foxi Maxi
- Gatyás bagázs
- Johnny Bravo
- Jonny Quest
- Krypto, a szuperkutya
- Két buta kutya
- Maci Laci
- The Mr. Men Show
- The Pebbles and Bamm-Bamm Show
- Pokémon
- Pound Puppies: Kutyakölyköt minden kiskölyöknek!
- Pindur pandúrok
- Scooby-Doo, a kölyökkutya
- Zsebkutyusok
- Szamuráj Jack
- Secret Squirrel
- Scooby-Doo, merre vagy?
- Kandúr kommandó
- Szombaték titkos világa
- Hupikék törpikék
- Tini titánok
- Tom és Jerry
- Tom és Jerry gyerekshow

### Programblokkok
- Boomeraction – A Toonami-hoz hasonlóan akciósorozatokat sugároz, mint pl. Szamuráj Jack, Tini titánok, Szombaték titkos világa stb.
- The Boomerang Zoo – Megszűnt blokk, az egyórás blokkon 1970 előtti Hanna–Barbera-rajzfilmek mentek, pl. Maci Laci, Foxi Maxi, Inci és Finci, Atom Anti stb.
- Boomeroyalty –
- The Boomerang Christmas Party – Karácsonyi műsorblokk, mely Hanna-Barbera-sorozatok karácsonyi részeit adja le.
- Scoooberang – Megszűnt blokk, mely csak kizárólagosan Scooby-Doo-sorozatokat és -filmeket sugározott.
- Those Meddling Kids! – Minden éjszaka sugároz. A blokk 90 perces, Hanna–Barbera és/vagy Ruby-Spears sorozatokat sugároz.
- Boomerang Theatre – Megszűnt blokk, mozifilmeket vetített.
- Boomerock – Megszűnt blokk, kizárólag Frédi és Béni-epizódokat és -filmeket adott.

Ezek mellett különleges alkalmakkor, például halloweenkor vagy a Föld napján különleges, az alkalomhoz illő részeket adnak.

## Galéria

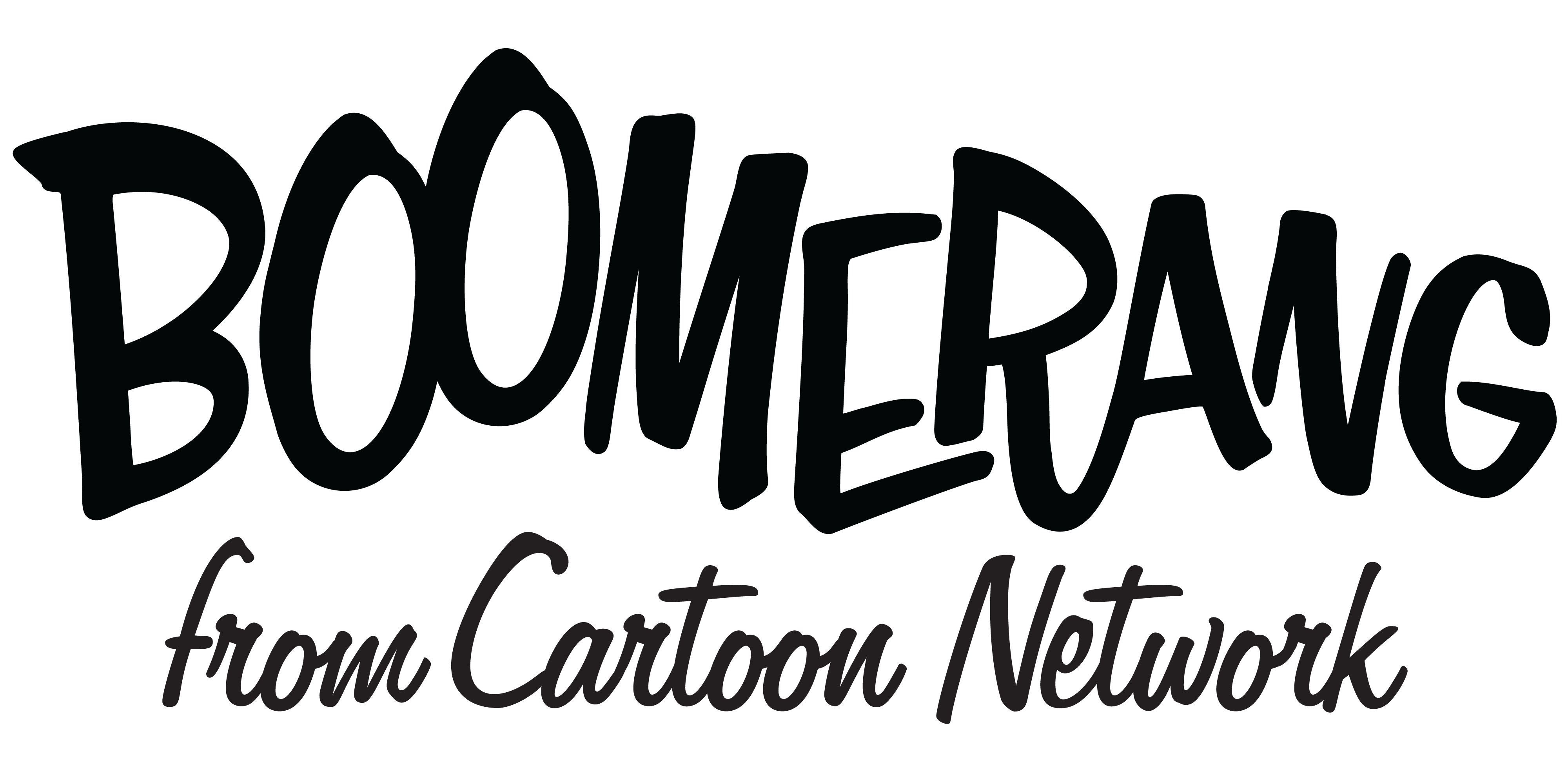
Korábbi másodlagos logó